# ニュージョージア島

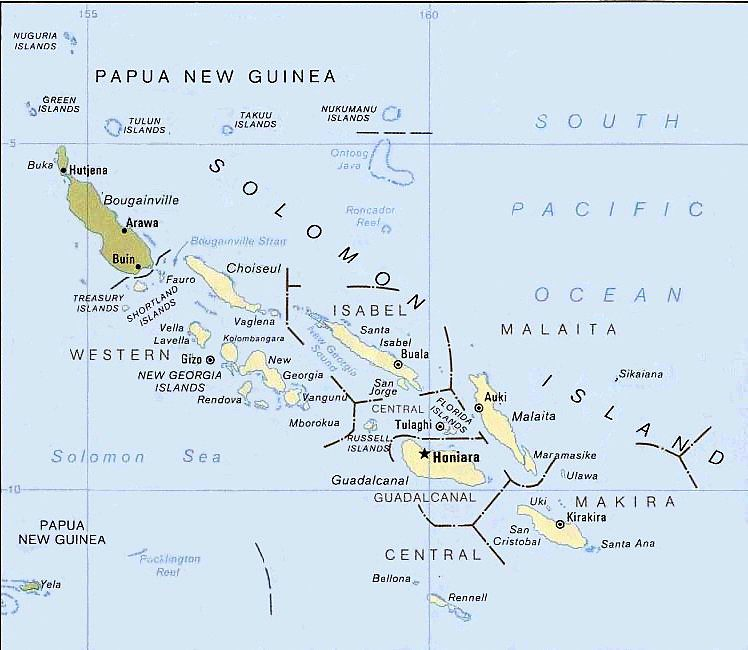
ソロモン諸島全図

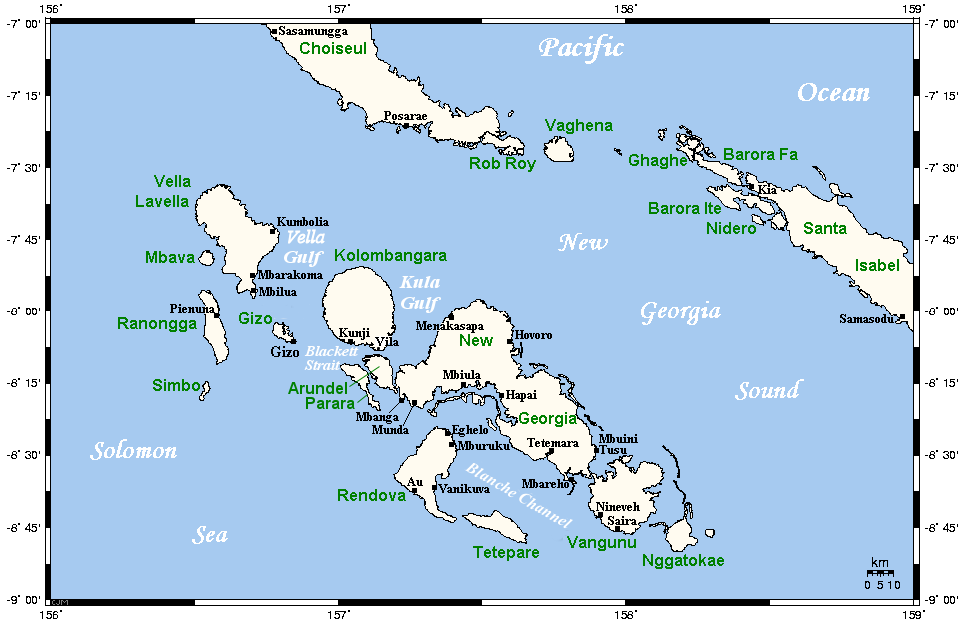
ニュージョージア諸島。中央の主島がニュージョージア島

ニュージョージア島（ニュージョージアとう、英: New Georgia）は、ソロモン諸島・西部州で最大の島。面積2,037km2で、西部州で比較的大きな島の大部分を含むニュージョージア諸島のうちの一島である。長さおよそ72km(45マイル)であり、ニュージョージア海峡の南側境界の一部を成している。島西部にあるクラ湾の向こうにコロンバンガラ島が横たわり、東にはブングヌ島、南のブランチェ水道（Blanche Channel）の向こうにはレンドバ島がある。また、東側の沿岸にはマロボ礁湖が形成されている。
島は起伏が激しく、深い森に覆われている。

## 歴史
第二次世界大戦でのアメリカ軍によるニュージョージア島の戦いは、1943年6月30日に同島と近隣の島々への上陸で始まった。何週間もの困難なジャングル戦の後、8月23日に同島はアメリカ軍が確保した。しかしながら戦闘は近隣の島で10月まで続いた。
ニュージョージア島での日本軍の基地であるムンダは、同島への攻撃での主要目標だった。1943年8月5日にアメリカ軍はこの基地を占領した。バイロコ（Bairoko）港にある日本軍の施設はムンダの北13km(8マイル)にあり、8月25日に占領された。

## 言語
島で話されていた複数の言語はニュージョージア語に属する。これらは大洋系言語の中の南部ニューアイルランド-北西ソロモン言語に繋がるサブグループであり、また東マラヨ・ポリネシア言語の主要グループであり、さらに巨大なオーストロネシア語族の一部である。島の言語は東と西のサブグループに分けられ、10の言語が話される。